# Okômoyána
Okômoyána, ili narod stršljena, ogranak Tiriyó Indijanaca s brazilsko-surinamske granice. Tradicionalno su bili agrikulturan narod s tehnikom posijeci-i-spali, ali su danas u procesu akulturacije i žive s drugim srodnim plemenima u selu Kwamalasamutu u Surinamu.
Izvorno su bili podijeljeni na tri potplemena Waripi, Okômoyána i Maipuridjana. Popualcija im iznosi manje od 100.